# 特別休假
特別休假簡稱特休，俗稱年假，是依中華民國《勞動基準法》（簡稱勞基法）第38條規定，臺灣勞工在同一事業單位任職滿一定期間，雇主應給予的特別休假日。:203特別休假是勞工休息權的體現，勞工藉由休假消除整年工作累積的生理、心理疲憊，以維護勞動力，並藉由休息和休假，促進人格、家庭生活乃至社會生活之發展。:266-267:336另一方面，雇主也可藉由特休制度維持、培養勞動力，而對勞資雙方都有利:376。
臺灣勞工的特休權利，學說上一般視為「形成權」，而非「請求權」。:106勞工不需要特別請求雇主，就可依法取得特別休假權利。:106因此，特別休假由勞工排定，雇主若未和勞工協商合意，不得片面排定特別休假。:104如果勞工於年度終結或契約終止時未休完特休，雇主應依法定標準折算工資、發給勞工。休假期間，勞工不必工作，雇主仍須照發工資；如果雇主在勞工休假期間，要求勞工出勤，必須給予加倍工資作為補償，以保障勞工的休息權。:242

## 定義與性質
勞工在同一雇主或事業單位，繼續工作滿一定期間者，應依下列規定給予特別休假：

一、六個月以上一年未滿者，三日。

二、一年以上二年未滿者，七日。

三、二年以上三年未滿者，十日。

四、三年以上五年未滿者，每年十四日。

五、五年以上十年未滿者，每年十五日。

六、十年以上者，每一年加給一日，加至三十日為止。——《勞動基準法》第38條第1項，
特別休假是勞工休息權的體現，也是勞工的法定權利，即使勞工不知道自己有特別休假之權利，也無論勞工考績表現如何:279，雇主仍負有給假義務。:106雇主也無權「審查」勞工是否「需要」休假，更無權因此拒絕勞工請特休，是特休與一般病假、事假不同之處。:268無論是不定期契約、定期契約、部分工時或派遣性質的勞工，只要身分屬性適用《勞動基準法》，並在同一事業單位任職6個月以上，都有請特休的權利。:41「6個月」並非以「實際出勤日數」計算，而是以勞動關係是否存續為準。:267因此，即使勞工因病假或其它原因，實際出勤日數未滿6個月，仍然有權請特休。:267
特別休假的另外一項要件，是「繼續工作滿一定期間」的勞工，年資越久特休天數越多，即「年功序列制」。:28而工作年資則從「受僱當日」開始計算:231，只要勞動契約繼續存在，勞工在同一事業單位內，即使受不同雇主指揮（如：事業單位改組、轉讓），其年資也應合併計算。:379類似情況也適用於企業併購，留用員工於新舊單位的工作年資合併計算，不會因此損害特休權利。:28
特別休假有利於勞工消除身心疲勞、蓄積勞動力，也有助於勞工發展家庭及社會生活，雇主則可藉由讓勞工放假維護、培養勞動力；因此特別休假雖然是雇主的法定義務，但對勞資雙方均有利。:105這也是勞工在特休期間雖未提供勞務，雇主仍須給付薪資的原因。:105臺灣雇主若未依法給予勞工特別休假，即違反《勞動基準法》第38條強制規定，主管機關得依同法第79條罰則，課處新臺幣2萬元以上、100萬元以下罰鍰。:107
| 工作年資           | 特休天數 | 工作年資 | 特休天數 |
| ------------------ | -------- | -------- | -------- |
| 6個月以上，未滿1年 | 3天      | 16年     | 22天     |
| 1年以上，未滿2年   | 7天      | 17年     | 23天     |
| 2年以上，未滿3年   | 10天     | 18年     | 24天     |
| 3年以上，未滿5年   | 14天     | 19年     | 25天     |
| 5年以上，未滿10年  | 15天     | 20年     | 26天     |
| 10年               | 16天     | 21年     | 27天     |
| 11年               | 17天     | 22年     | 28天     |
| 12年               | 18天     | 23年     | 29天     |
| 13年               | 19天     | 24年     | 30天     |
| 14年               | 20天     | 25年     | 30天     |
| 15年               | 21天     |          |          |

## 緣由
國際勞工組織首先在1936年第52號《有薪年休假公約》中規定，繼續受僱一年以上的勞工，每年應至少有6日有薪年休假，保障勞工的休息權。:2271970年，該組織通過第132號《有薪年休假公約》，進一步保障任職年資6個月以上勞工的有薪年休假、勞工得與雇主協商排定休假、勞動契約終止時雇主應將未休畢的有薪年休假折算為工資等權利。:105上述兩公約受到世界各國遵循，西歐各國於第二次世界大戰後開始推動相關立法:265，日本也在《勞動基準法》第39條保障任職6個月以上勞工擁有帶薪年假。:228
1980年代，隨著臺灣經濟日益繁榮、政治趨向民主，舊有勞動法令不堪使用，遂有制定《勞動基準法》之議。當時立法者參照《工廠法》規定，依照勞工工作年資多寡，給予不同的特別休假日數，但沒有說明立法目的。:226其後《勞基法》歷經多次修法，均未改變特別休假制度，直到2016年底才有立法委員認為，原《勞基法》規定任職滿1年以上勞工才能享有特別休假，門檻過高，有違國際勞工組織第132號公約精神。:229歷經主管機關中華民國勞動部、朝野政黨與個別立法委員來回協商，最終在2016年12月21日三讀通過《勞基法》修正案，主要變革為調降特休門檻、保障勞工特休排定權，並明文規定年度終結或勞動契約終止時，未休畢的特別休假應折算為工資等。:2292017年，《勞基法》再度修法，增訂「遞延條款」，勞工若未休畢特別休假，得經勞資雙方協商同意，在年度終結後，遞延至隔年再休，讓勞工得以累積休假。:229

## 行使

### 勞工排定權
特別休假由勞工單獨排定，原則上不需要經過雇主同意。勞工對於特休的期日——要在哪一天休假——有優先主導權，雇主不能擅自為勞工「預先排定」特別休假。:233這是因為勞工身心情況、何時需要休假皆因人而異，由勞工決定排定休假日期，才能落實法律賦予休息權之目的。:104倘若雇主事先排定特別休假日期，不只違法，也很有可能造成勞工在不需要休假的時候休假、需要休假時反而無法休假的情況，而違背特別休假之立法目的。:104:84特休排定後，遇國定假日或例假日時，雇主應另外給假；若勞工在公傷病假或產假期間不能工作，也不會因此喪失特別休假權利，更不會因此減少或抵消特休天數。:206
雖然特休由勞工排定，但為了讓特休制度發揮效果，雇主有義務通知勞工依規定安排特別休假。:237這不只讓勞工知道自身應有的權益，也讓事業單位可提前調度人力。:34如果雇主應通知而未通知，就違反勞動契約附隨義務，勞工如果因此沒休到假，不只可以請求特休未休工資，還可以請求損害賠償。:54雇主也應在工資清冊上如實載明勞工休假情形，定期以書面方式通知勞工。:237-238
至於勞工可請假的年度範圍，依《勞動基準法施行細則》第24條第2項規定，可分為「曆年制」、「週年制」、「學年度制」、「會計年度制」及「其他約定年度」等5種，勞工得在勞資雙方約定的年度範圍內請假。:233無論是採取哪一種年度計算方式，勞工特休天數總額都不會減少。「週年制」指的是從勞工到職日開始計算年資，工作滿6個月後有3天特休、滿1年後有7日特休，以此類推。:32不過，一般事業單位會計年度範圍多為1月1日至12月31日，而較常使用「曆年制」。採用曆年制時，以每年1月1日至12月31日為週期，勞工工作滿1年時，按照比例計算可請假天數。:32
舉例來說，若某勞工於2018年7月1日到職，則該勞工於2019年1月1日（到職6個月）時取得3日特別休假，2019年7月1日再取得7日特別休假。若雙方約定採曆年制，則該勞工於2019年1月1日至12月31日期間，可請6.5日特別休假，即「到職滿6個月的3日特休假」，加上「依年度比例計給的3.5日特休假」（算式：7日×〔6月÷12月〕=3.5日）。學年度制、其他會計年度制的換算方式與上述算法相同。

### 協商調整
如果雇主對勞工排定的特別休假日期有疑慮，且有「企業經營上之急迫需求」，可以和勞工協商調整特休日期。「急迫需求」指的不是天災事變，而是指平常企業經營會遇到的狀況，例如人力短缺、訂單增加、產業旺季等。:31雇主雖然可以提出協商，但勞工是否同意協商、協商後是否同意變更日期，仍由勞工決定，即使協商不成立也不會影響勞工原訂的排假日期。:52勞工如果同意調整日期，也是先撤銷原本排定的日期，再安排新的日期，不是由雇主直接更改。:235
此外，特別休假也可因「勞工個人之因素」，經協商後調整。:235一般見解認為，這是指勞工排定特休日期後，因個人緣故，無法在原訂日期休假，而與雇主協商重新調整的情況。此時，是否同意協商、協商後是否同意變更日期，均由雇主決定。如果雇主不同意，勞工仍然得在原訂日期休假。:235
勞工排定特別休假時是否應遵守誠信原則，法學界見解不一：如學者邱駿彥認為，勞工排假時不得妨礙企業正常營運；:107而學者林炫秋則認為，勞工因排假問題妨礙企業正常營運，是否違反《中華民國民法》第148條之誠實信用原則及禁止權利濫用原則，需從嚴認定。:236無論如何，特休由勞工排定之原則，為法律強制規定，雇主可提醒或敦促勞工排假，但不能在未經協商的情況下，逕行排定休假日期。:206

## 法律效果

### 勞務暫停，工資照給
臺灣勞工在特別休假期間，不必提供勞務，由勞工自行決定休假方式與內容，雇主仍需給付全額工資。:242即使勞工在休假期間兼職，雇主也無權停止假期，更無權扣減工資。:243至於請假的最小單位，勞動部認為法無明文規定，由勞資雙方協商。:243特休制度也適用於部分工時勞工，其特休時數計算方式為：「部分工時勞工全年正常工時」占「全時勞工全年正常工時」之比例，乘以「特休天數」，結果不足一日時由勞資雙方協商之。:243
特休期間工資照給，是無工作無報酬原則的例外。:244此處的工資，一般來說指的是「原領工資」，也就是勞工有上班時，原本就可以領到的工資金額。:244如果雇主要求勞工在特別休假期間工作，或地方主管機關要求公用事業勞工停止休假時，則依《勞基法》第39、41條規定，工資應加倍發給；:272-273「加倍發給」指的不是「兩倍」，而是指「假日當日工資照給外，再加發一日工資」。這是因為勞工在休假日工作，無論出勤時數多寡，都已無法享有完整休假日，而需有適當之補償。

### 應休而未休畢
臺灣勞工如果因為「年度終結」或「契約終止」兩種因素，沒有用完特別休假，雇主必須折算成工資給付勞工，稱為「特休未休工資」。:169年度結束後，勞工當年度未休畢的特休，可經勞資雙方協商合意，延至次一年度再休；若雙方未達成合意，或即使合意，延了一年也沒休完，雇主也要折發工資。:169而「契約終止」指的是勞工發生自願離職、資遣、解僱、退休等情況，雇主也應將未休畢的特休折算成工資。:169類似規定也可見於《船員法》，船員應休而未休畢年休時，雇主應發給薪津。:32
至於「勞工因為何種情況未休畢」、「能否歸責於雇主」、「若為勞工責任，雇主是否要折發工資」，勞動部與法院見解不一；勞動部主張，無論何種情況未休畢，雇主都要折發工資；法院方面有贊同主管機關見解者，也有主張必須是可歸責於雇主的未休畢特休才要折發工資。:170-171而特休未休工資的計算標準，則須依《勞動基準法施行細則》第24-1條第2、3項規定之方式計算：
本法第三十八條第四項所定雇主應發給工資，依下列規定辦理：

一、發給工資之基準：

（一）按勞工未休畢之特別休假日數，乘以其一日工資計發。

（二）前目所定一日工資，為勞工之特別休假於年度終結或契約終止前一日之正常工作時間所得之工資。其為計月者，為年度終結或契約終止前最近一個月正常工作時間所得之工資除以三十所得之金額。

（三）勞雇雙方依本法第三十八條第四項但書規定協商遞延至次一年度實施者，按原特別休假年度終結時應發給工資之基準計發。

二、發給工資之期限：

（一）年度終結：於契約約定之工資給付日發給或於年度終結後三十日內發給。

（二）契約終止：依第九條規定發給。——《勞動基準法施行細則》第24-1條第2、3項，
舉例來說，若某勞工月薪為新臺幣36,000元，離職（契約終止）時尚有4日特休假未休畢，則雇主應發給之特休未休工資為4,800元（算式：36,000元÷30日×4日=4,800元）；這筆金額視同加班費，若加班費總額未超過規定標準，不計入勞工薪資所得範圍。
無論勞資雙方約定特別休假年度採週年制、曆年制或其他類型年度，只要期間屆滿時尚有未休畢之特休，都應折發工資。:208特休未休工資是《勞基法》第2條定義的「工資」，雇主於年度終結情形發給特休未休工資時，該筆工資應列入平均工資範圍內；但如果是因契約終止情形發給，則不必列入平均工資。:174-178若雇主未依法折發工資，勞工於5年內保有請求權；:278舉證時，由於雇主原本就有義務記錄勞工休假情形，較有能力舉證，因此由雇主負擔舉證責任。:172
「特休未休工資」於2017年《勞基法》修法前，訂於該法施行細則第24條，修法後改訂於《勞基法》第38條第4項。立法者並非藉此讓勞工增加工資，而是希望讓勞工藉由休假調劑身心。:26法學家吳姿慧指出，若將特休制度視為工資增加，有可能造成雇主聘用勞工時，以此為理由給予較低起薪之情形，反而違背立法意旨。:26
至於「未休畢之特休可延至隔年再休」，則是2018年《勞基法》修法後增訂的機制。:271主管機關勞動部說明，為符合協商一致性原則，勞資雙方可先經工會或勞資會議協商遞延期限與方式，協調符合該事業單位整體需求的特休制度。不過，勞動部也表示，雇主在個案上仍應與個別勞工協商，不能只與工會或勞資會議協商，也不能逾越法律既有規範。:243

## 評論及爭議
臺灣勞工擁有特別休假的優先排定權，於修法當時及以後都引發爭議。如法學家鄭津津於2017年1月1日《勞基法》修正案公布施行後撰文指出，勞工擁有排定權雖有助於落實立法目的，但可能導致勞工「集體休假」，造成雇主經營困擾。:108法學家林更盛也認為，若勞工集體休假，實際上有可能達到罷工效果。:107前臺北市勞動局長陳業鑫更認為，此一規定等同為勞工增加一種癱瘓雇主營運的手段。:188
另一方面，特別休假制度的立法初衷是為了保障勞工休息權，則「特別休假在年度終結後，仍可經勞資協商合意遞延至次一年度」之規定，便引發爭議。:273-274法學家周兆昱指出，勞工工作承受的疲勞可以累積，但「休息」的效果不能累積，遞延制度本身並不適合用於特別休假。:274他呼籲，未來修法時應限縮「特休遞延」制度，要求勞工一年至少休10日特休，不能全部遞延到隔年。:274法學家鄭津津則認為，勞工即使將所有特休假遞延至隔年，仍未休畢時，也不能再繼續累積，讓勞工難以積假，反而違背特休制度保障勞工休息權的初衷。:38

## 參照法規及判決
1. 1 2  《勞動基準法》第38條第1項：「勞工在同一雇主或事業單位，繼續工作滿一定期間者，應依下列規定給予特別休假：一、六個月以上一年未滿者，三日。二、一年以上二年未滿者，七日。三、二年以上三年未滿者，十日。四、三年以上五年未滿者，每年十四日。五、五年以上十年未滿者，每年十五日。六、十年以上者，每一年加給一日，加至三十日為止。」
2. 1 2 3  《勞動基準法》第38條第2項：「前項之特別休假期日，由勞工排定之。但雇主基於企業經營上之急迫需求或勞工因個人因素，得與他方協商調整。」
3. ↑  《臺灣高雄地方法院99年勞訴字第76號民事判決》：「特休假之性質，勞工本無須基於特定事由即得請假，此為法定之休假權利，雇主就勞工請特休假所據事由並無審核權利。」
4. ↑  《臺灣高等法院臺中分院89年度勞上易字第4號民事判決》：「勞工僅須『工作滿一定期間』即享有特定日數之休假，並非以勞工出勤之情況計算其特別休假，自不得以該年度之出勤日數比例計算特別休假之日數。」
5. ↑  《勞動基準法》第79條第1項第1款：「有下列各款規定行為之一者，處新臺幣二萬元以上一百萬元以下罰鍰：一、違反第二十一條第一項、第二十二條至第二十五條、第三十條第一項至第三項、第六項、第七項、第三十二條、第三十四條至第四十一條、第四十九條第一項或第五十九條規定。」
6. ↑  《勞動基準法》第38條第3項：「雇主應於勞工符合第一項所定之特別休假條件時，告知勞工依前二項規定排定特別休假。」
7. ↑  《勞動基準法》第38條第5項：「雇主應將勞工每年特別休假之期日及未休之日數所發給之工資數額，記載於第二十三條所定之勞工工資清冊，並每年定期將其內容以書面通知勞工。
8. ↑  《勞動基準法施行細則》第24條第2項：「依本法第三十八條第一項規定給予之特別休假日數，勞工得於勞雇雙方協商之下列期間內，行使特別休假權利：一、以勞工受僱當日起算，每一週年之期間。但其工作六個月以上一年未滿者，為取得特別休假權利後六個月之期間。二、每年一月一日至十二月三十一日之期間。三、教育單位之學年度、事業單位之會計年度或勞雇雙方約定年度之期間。」
9. ↑  《勞動基準法》第39條：「第三十六條所定之例假、休息日、第三十七條所定之休假及第三十八條所定之特別休假，工資應由雇主照給。雇主經徵得勞工同意於休假日工作者，工資應加倍發給。因季節性關係有趕工必要，經勞工或工會同意照常工作者，亦同。」
10. ↑  《勞動基準法》第41條：「公用事業之勞工，當地主管機關認有必要時，得停止第三十八條所定之特別休假。假期內之工資應由雇主加倍發給。」
11. ↑  《船員法》第37條第2項：「雇用人經徵得船員同意於有給年休日工作者，應加發一日薪津。有給年休因年度終結或終止契約而未休者，其應休未休之日數，雇用人應發給薪津。」
12. ↑  中華民國勞動部106年3月3日《勞動條3字第1060047055號》函釋：「依勞動基準法第 38 條規定，特別休假期日由勞工依其意願決定之。雇主可提醒或促請勞工排定休假，但不得限制勞工僅得一次預為排定或於排定於特定期日。至因年度終結或契約終止而未休之特別休假日數，不論未休原因為何，雇主均應發給工資。」
13. 1 2  《勞動基準法施行細則》第24-1條第2、3項。
14. ↑  《所得稅法》第14條：「第一款薪資收入包括：薪金、俸給、工資、津貼、歲費、獎金、紅利及各種補助費。但為雇主之目的，執行職務而支領之差旅費、日支費及加班費不超過規定標準者，及依第四條規定免稅之項目，不在此限。」
15. ↑  《勞動基準法》第2條第1項第3款：「三、工資：指勞工因工作而獲得之報酬；包括工資、薪金及按計時、計日、計月、計件以現金或實物等方式給付之獎金、津貼及其他任何名義之經常性給與均屬之。」
16. ↑  《勞動基準法》第2條第1項第4款：「四、平均工資：指計算事由發生之當日前六個月內所得工資總額除以該期間之總日數所得之金額。工作未滿六個月者，指工作期間所得工資總額除以工作期間之總日數所得之金額。工資按工作日數、時數或論件計算者，其依上述方式計算之平均工資，如少於該期內工資總額除以實際工作日數所得金額百分之六十者，以百分之六十計。」
17. ↑  《中華民國民法》第126條：「利息、紅利、租金、贍養費、退職金及其他一年或不及一年之定期給付債權，其各期給付請求權，因五年間不行使而消滅。」
18. ↑  《勞動基準法》第38條第6項：「勞工依本條主張權利時，雇主如認為其權利不存在，應負舉證責任。」
19. ↑  《臺灣高等法院99年勞上易字第154號民事判決》：「勞基法第38條所定之特別休假制度，乃係以回復勞工身心疲勞及保障勞工社會、文化生活為目的，規定勞工於服務滿一定年限後，即得依據年資長短，享有一定期間之特別休假，用以獎勵勞工並使其能調劑身心、發展人格，促進家庭、社會生活，而非使勞工藉此增加工資……」
20. ↑  《臺灣新竹地方法院92年勞簡上字第3號民事判決》：「茍勞工明明可以休假，卻為能獲取不休假之工資或藉以增加退休時之平均薪資，而雇主又無從要求勞工休假，則無異使雇主為避免勞工有前開情事，在勞工受僱時即核予較低之工資，或在勞工發現有上開情事時，給予勞工較多之工作，反失特別休假之立法本旨。」
21. 1 2  中華民國勞動部107年4月11日《勞動條2字第107013082號》函釋：「遞延特別休假期限得透過工會或勞資會議機制協商，惟個案上仍應由個別勞工與雇主雙方協商同意，至協商遞延期間未及一年及於屆期後經再次協商遞延，惟其實施期限仍不得逾次一年度之末日，遞延於次一年度終結之末日仍未休之日數，雇主應發給工資，不得再行遞延。」

## 延伸閱讀
- 吳姿慧. . . 臺北市: 元照出版. 2011. ISBN 9789862551097 （中文（臺灣））.